# 栃木県立足利中央特別支援学校
栃木県立足利中央特別支援学校（とちぎけんりつ あしかがちゅうおうとくべつしえんがっこう）は、栃木県足利市大月町にある公立の特別支援学校である。知的障害のある児童・生徒を対象としている。

## 沿革
- 1985年（昭和60年）
  - 1月1日 - 開設準備室を足利養護学校内に設置[1]
  - 4月1日 - 現在地に栃木県立足利中央養護学校開校[1]。
  - 11月30日 - 開校記念式典挙行、校歌・校旗制定[1]
- 1993年（平成5年）
  - 3月25日 - 高等部用地を取得[1]
  - 4月1日 - 高等部開設[1]
- 1998年 - 幼児教育相談室開設[1]
- 2004年（平成6年）10月1日 - スクールバスの民営委託開始[1]。
- 2008年（平成20年）4月1日- 学校名を栃木県立足利特別支援学校へ改称
- 2014年（平成26年）10月17日 - 創立30周年記念式典挙行[1]
- 2024年（令和6年）10月18日- 創立40周年記念式典挙行